# Актуальні проблеми правознавства
«Актуальні проблеми правознавства» — збірник наукових праць, всеукраїнський науковий журнал, заснований 2011 року Тернопільським економічним університетом. Журнал входить до переліку фахових видань у галузі права.
Архів журналу зберігається в Національній бібліотеці ім. Вернадського та в інституційному репозитарії бібліотеки Західноукраїнського національного університету.
Свідоцтво про реєстрацію — КВ № 1784106691 (17 березня 2011).

## Тематика
- теорія та історія держави і права
- історія політичних і правових вчень
- філософія права
- конституційне право
- адміністративне право і процес
- фінансове право
- інформаційне право
- міжнародне право
- цивільне право і цивільний процес
- сімейне право
- міжнародне приватне право
- господарське право
- господарське-процесуальне право
- кримінальне право та кримінологія
- кримінально-виконавче право
- кримінальний процес  та криміналістика
- судова експертиза
- оперативно-розшукова діяльність
- судоустрій
- прокуратура та адвокатура

## Наукометрія
Код ідентифікації журналу, згідно з реєстром періодичних засобів масової інформації Міжнародного центру ISSN: ISSN 2524-0129.
Журнал включено до національного рейтингу наукових періодичних видань, що розробляється Центром соціальних комунікацій в рамках проекту «Бібліометрика української науки». Пошукова система Google Scholar, яка індексує повні тексти наукових публікацій всіх форматів і дисциплін станом на 1 жовтня 2017 року, оцінила внесок журналу «Актуальні проблеми правознавства» двома ключовими показниками:
- індексом Гірша (Хірша) — 1
- індексом i10 — 0.
- Видання включено до міжнародної наукометричної бази Index Copernicus International (Республіка Польща).

## Засновник журналу
- Західноукраїнський національний університет

## Адреса редакції
46400, Тернопіль, вул. Микулинецька, 46а

## Редакційна колегія
- Головний редактор
  - Гречанюк Сергій Костянтинович, доктор юридичних наук, професор, завідувач кафедри конституційного, адміністративного та фінансового права Тернопільського національного економічного університету
- Заступник головного редактора
  - Калаур Іван Романович, завідувач кафедри цивільного права і процесу ТНЕУ, доктор юридичних наук, професор
- Редакційна колегія:

- - Крупчан Олександр Дмитрович, директор Інституту НДІ приватного права і підприємництва імені академіка Ф. Г. Бурчака НАПрН України, доктор юридичних наук, професор, академік НАПрН України.
  - Галянтич Микола Костянтинович, заступник директора з наукової роботи НДІ приватного права і підприємництва імені академіка Ф. Г. Бурчака НАПрН України, доктор юридичних наук, професор.
  - Галай Андрій Олександрович, професор кафедри цивільного права і процесу ТНЕУ, доктор юридичних наук, доцент.
  - Кіндюк Борис Володимирович, професор кафедри теорії та історії держави і права ТНЕУ, доктор юридичних наук, професор.
  - Стефанчук Руслан Олексійович, Голова ГО «Ліга професорів права», доктор юридичних наук, професор, Член-кореспондент НАПрН України.
  - Волошин Юрій Олексійович, завідувач кафедри міжнародного права Національного авіаційного університету, доктор юридичних наук, професор.
  - Сердюк Павло Павлович, науковий співробітник науково-методичного забезпечення організації роботи та управління в органах прокуратури Національної академії прокуратури України, доктор юридичних наук, професор.
  - Христинченко Надія Петрівна, професор кафедри економічної безпеки та фінансових розслідувань ТНЕУ, доктор юридичних наук, доцент.
  - Банах Сергій Володимирович, декан юридичного факультету ТНЕУ, кандидат юридичних наук.
  - Слома Валентина Миколаївна, заступник декана юридичного факультету ТНЕУ, кандидат юридичних наук, доцент.
  - Кравчук Микола Володимирович, завідувач кафедри теорії та історії держави і права ТНЕУ, кандидат юридичних наук, доцент.
  - Рогатинська Ніна Зіновіївна, завідувач кафедри кримінального права та процесу ТНЕУ, кандидат юридичних наук, доцент.
  - Жукорська Ярина Михайлівна, доцент кафедри міжніродного права, міжнародних відносин та дипломатії, кандидат юридичних наук, доцент.
  - Іноземні члени редакційної колегії:
  - Дзієга Анжей,  декан факультету права, канонічного права та управління Люблінського католицького університету Іоанна Павла ІІ, доктор юридичних наук, професор (Польща).
  - Межарос Петер, доцент кафедри цивільного та комерційного права Тарнавського університету, доктор юридичних наук (Словаччина).
  - Пірніор Петр, заступник декана факультету права та управління Сілезійського університету в Катовіцах, доктор юридичних наук, професор (Польща).
  - Флогаітіс Спірідон, директор Європейської організації публічного права (Греція), доктор юридичних наук, професор (Греція).
  - Цоль Фредерік, професор кафедри цивільного права Ягелонского університету, завідувач кафедри європейського і польського приватного права та порівняльного правознавства Оснабрюцького університету, доктор юридичних наук, професор (Польща).